# Gewone gootschild
De gewone gootschild (Emblethis denticollis) is een wants uit de onderfamilie Rhyparochrominae en uit de familie bodemwantsen (Lygaeidae).
De onderfamilie Rhyparochrominae wordt ook weleens als een zelfstandige familie Rhyparochromidae gezien in een superfamilie Lygaeoidea. Lygaeidae is conform de indeling van bijvoorbeeld het Nederlands Soortenregister.

## Uiterlijk
Deze soort is 5,5 tot 7 mm lang en is net als de andere wantsen uit het geslacht Emblethis strokleurig met donkere patronen. Het halsschild (pronotum) heeft een brede, uitstekende rand. Emblethis denticollis kan worden onderscheiden van de er op lijkende Emblethis griseus door een korter eerste segment van de tarsus van de achterpoten (1,5 keer zo lang als het tweede en derde segment van de tarsus bij elkaar). Ook is hij iets meer langwerpig

## Verspreiding en habitat
De soort is wijdverspreid en komt voor in het hele Palearctisch gebied met uitzondering van noordelijke gelegen gebieden. Hij bewoont voornamelijk zonnige, open gebieden met een zand- of leembodem. Ze komen soms in grote aantallen voor op ruderaal terrein tussen vegetatie van planten uit de kruisbloemenfamilie (Brassicaceae), duizendknoofamilie (Polygonaceae) en composietenfamilie (Asteraceae).

## Leefwijze
De wantsen leven van zaden op de op de bodem tussen het bladafval. Hoewel in Engeland reigersbek (Erodium cicutarium) wordt genoemd, is er geen echte voorkeur bekend voor bepaalde voedselplanten. De imago’s overwinteren. Er kunnen twee generaties in een jaar zijn. De volwassen wantsen van de eerste generatie verschijnen in juni of juli en van de tweede generatie in augustus of september. Het is echter niet duidelijk of er overal een tweede generatie ontstaat.